# Confort
El confort (gal·licisme de confort) és allò que produeix benestar i comoditats. Qualsevol sensació agradable o desagradable que senti l'ésser humà li impedeix concentrar-se en el que ha de fer. La millor sensació global durant l'activitat és la de no sentir res, indiferència davant de l'ambient. Al cap i a la fi, per realitzar una activitat l'ésser humà ha d'ignorar l'ambient, ha de tenir confort.
Per exemple temperatura confort és la temperatura en la qual el cos se sent còmode, aquesta temperatura se sol utilitzar en els comerços per crear un espai agradable a l'usuari i que convidi a romandre temps en ell.
La paraula prové del francès confort, i aquesta, al seu torn, de l'anglès comfort. Això ens indica clarament que els primers que van començar a gaudir d'aquest benestar van ser els pobles de parla anglosaxona que van anar estenent-la. Això no significa que en els altres pobles del món no es visqués bé sinó que, atès que la Revolució industrial va començar en el Regne Unit, va ser aquest poble qui abans va poder gaudir d'aquest refinament del benestar que és al que veritablement es refereix la paraula doncs va ser el que primer que es va preocupar per ell. En molts llibres de viatge escrits per viatgers anglesos i francesos se'ns parla de la incomoditat tant dels trens, com de les posades i fondes atrotinades que en comparació amb els luxosos hotels i còmodes trens (més desenvolupats en la seva infraestructura) d'altres països europeus.

## Confort enAtenció Centrada en la persona(ACP)
Segons defineix el Gran Diccionari de la llengua catalana, el confort és l'absència de tot allò que pot constituir una molèstia o una incomoditat material. És la disposició de les coses adreçades a fornir un benestar físic, i pot venir donat per algun objecte físic, o per alguna circumstància ambiental o abstracta. Tot aquest conjunt de situacions ens porten al confort, el qual ens aporta un estat físicament relaxat, sense dolor ni altres sensacions desagradables.
Però quan parlem a nivell assistencial, i sobretot quan ens trobem amb persones d'edat avançada que presenten trastorns a nivell cognitiu (com podrien ser les demències), veiem que el confort adopta un nivell més profund. És una de les necessitats psicològiques essencials de les persones, tal com descriu Tom Kitwood. Kitwood va escriure i va parlar sobre tot allò que les persones amb demència necessiten rebre d'aquells qui els envolten, per tal d'existir com a persones; i les va descriure com a 6 pilars bàsics: confort, identitat, vinculació, ocupació, inclusió i amor. Tots ells estan íntimament relacionats entre si, i són totalment imprescindibles per a arribar a aconseguir al benestar global de la persona.
L'atenció centrada en la persona pretén donar un valor afegit a les interaccions dels professionals vers els usuaris, donant una atenció de qualitat i personalitzada per a cada persona. Així doncs, cal respectar i valorar l'usuari com a únic, elaborant un pla d'atenció individualitzat en sintonia amb les seves necessitats i comprenent en tot moment la seva situació personal (tenint en compte la seva perspectiva, història de vida...) 
Tenint en compte això, en ACP direm que el confort inclou tot allò que té a veure amb mostrar-se càlids i propers als altres. El confort s'associa a demostrar tendresa, proximitat, i oferir agombolament. Potencia la seguretat i calma l'angoixa: en definitiva, ajuda a les persones a relaxar-se. La idea de confort inclou també el confort físic amb el propi cos. Hi ha diferents maneres per poder assolir el confort: a través del contacte físic, amb paraules amables, amb gests reconfortants,... és a dir, a través d'una atenció centrada en la persona. A través de la interacció d'una persona vers una altra (sobretot quan parlem de persones amb deteriorament cognitiu ó persones amb malalties de demència), estarem actuant directament en el nivell de confort i benestar de la persona. En funció de com sigui la nostra actuació vers l'usuari ens trobarem 2 situacions diferents: 
- Per una banda, estarem actuant positivament i, per tant, cobrirem la necessitat de confort de la persona, a través de tècniques com:

1. La calidesa: mostrar-nos propers, demostrar afecte, atenció i interès pels altres.
2. El suport adequat: donar protecció, seguretat i confort.
3. Utilitzar un ritme adequat: adaptar-nos al ritme de la persona per a poder-lo acompanyar, creant un entorn relaxat.

- Per contra, resulta desfavorable per a poder assolir els nivells de confort necessaris i, per tant, estarem portant al malestar, quan utilitzem els següents recursos:

1. La intimidació: espantar o atemorir a la persona amb paraules amenaçadores ó amb la força física.
2. Evitar: rebutjar de prestar l'atenció que es sol·licita ó de satisfer una evident necessitat de contacte.
3. Utilitzar un ritme inadequat: donar informació o fer prendre decisions a un ritme que dificulti la comprensió de la persona.

Sovint, en el dia a dia, no ens adonem de la importància que tenen les nostres interaccions vers els altres, i fins a quin punt podem interferir en el benestar/malestar de les persones que ens envolten. Però de mica en mica cal anar integrant aquesta pràctica d'atenció en les nostres intervencions diàries (no només als usuaris, sinó també als familiars, professionals...) per tal d'aconseguir el confort global de la persona i el seu benestar.